# .dm
.dm je národní doména nejvyššího řádu pro Dominiku. Při registraci doménového jména na druhé úrovni uživatel automaticky získává i odpovídající domény třetího řádu s .com.dm, .net.dm a .org.dm. Registrace domén není z hlediska osob uživatelů omezena, nicméně doména není příliš používaná.